# Lispe modesta
Lispe modesta är en tvåvingeart som beskrevs av Stein 1913. Lispe modesta ingår i släktet Lispe och familjen husflugor.
Artens utbredningsområde är Etiopien. Inga underarter finns listade i Catalogue of Life.